# Enciclopedia medica italiana
L' Enciclopedia medica italiana est un livre en italien composé de plusieurs volumes et consacré au domaine médical.
L'ouvrage a d'abord été édité chez Sansoni en 1950. La seconde édition a été publiée par USES.